# Celina del Amo
Celina del Amo (* 1972 in Bonn) ist Tierärztin mit der Zusatzbezeichnung Verhaltenstherapie für Hunde und Katzen und Mit-Gründerin der Tierärztlichen Gemeinschaftspraxis Lupologic (ehem. Lupologic GmbH), Zentrum für angewandte Kynologie und klinische Ethologie. Sie ist außerdem Autorin zahlreicher Bücher über Hundeerziehung und -verhalten, erschienen im Verlag Eugen Ulmer.
Del Amo studierte von 1992 bis 1998 Tiermedizin an der Tierärztlichen Hochschule Hannover. 1999 gründete sie die Hundeschule Knochenarbeit in Düsseldorf.

## Publikationen
- Abenteuer für Hunde 2011, ISBN 978-3-8001-6717-3
- Der Hundeführerschein 2009, ISBN 978-3-8001-5952-9
- Die Welpenschule  2010, ISBN 978-3-8001-5956-7
- Dogdance 2009, ISBN 978-3-8001-5697-9
- Handbuch für Hundetrainer 2011, ISBN 978-3-8001-5427-2
- Hunde-Trainingstagebuch 2005, ISBN 978-3-8001-4808-0
- Hundeschule 2007, ISBN 978-3-8001-5572-9
- Ideen und Spiele für die Welpenstunde 2011, ISBN 978-3-8001-6720-3
- Sachkundenachweis für Hundehalter in der Schweiz 2011, ISBN 978-3-8001-7560-4
- Spaßschule für Hunde 2009, ISBN 978-3-8001-5662-7
- Spiel- und Spaßschule für Hunde 2008, ISBN 978-3-8001-5758-7
- Trainingskarten für Welpen 2011, ISBN 978-3-8001-7658-8
- Welpenschule 2010, ISBN 978-3-8001-5956-7